# ジーワン (映像制作)
ジーワン（英名：G-One）は、株式会社ズノーの映像制作・リサーチャーのマネジメントを行う。

## 沿革
- 1993年(平成5年)10月1日 - 株式会社ジーワンの商号で設立。
- 2008年(平成20年) - 東麻布1丁目内にて於いて、セラフ・テン・アザブ3階に在る本社と、小倉興産赤羽橋ビル5階に在る支社を、トウセン東麻布ビル2階並びに3階へ移転。
- 2012年(平成24年)4月1日 - 株式会社ジーワンが株式会社ズノーにより吸収合併され、映像制作・リサーチの事業譲渡を受け、現商号ならびに現在の『ズノー ジーワン制作部/調査部』に変更。

## 主な番組
太字：現在放映中の番組。

### 制作

#### 設立（1993年10月） - 1999年12月
レギュラー・セミレギュラー番組
- 音効さん（フジテレビ、1993年10月 - 1994年3月）
- 風まかせ 新・諸国漫遊記「風まかせ一家シリーズ」（フジテレビ、1993年10月 - 2000年3月）
- 文學ト云フ事（フジテレビ、1994年4月 - 9月）
- よい国（フジテレビ、1994年10月 - 1995年3月）
- めざましテレビ・トレンド情報（フジテレビ）
  - 「えっ 知らないの〜?って言われたくない」（1995年4月 - 1999年3月）
  - 「どこで買ったの? プリンちゃん!」（1996年4月 - 1997年3月）
  - 「Jack&Eddyの名作泥棒」（1996年4月 - 1997年3月）
- 報道2001「この本を読め」（フジテレビ、1996年4月 - 1997年3月）
- ニュースJAPAN「YOL〜300秒の肖像」（フジテレビ、1996年4月 - 1998年）
- ザ・ヒューマン「お財布ライバル・ピン子とキリ子」（フジテレビ、1997年4月 - 1998年3月）
- 新橋ミュージックホール（読売テレビ、1997年10月 - 1999年3月）
- ときめき2泊3日（フジテレビ、1998年4月 - 9月）
- 江角マキコの恋愛の科学（フジテレビ、1998年10月 - 1999年3月）
- 恋愛の家庭教師（フジテレビ、1999年4月 - 9月）
- 三菱電機サイエンスジム メントレ（フジテレビ、1999年10月 - 2000年3月）
- バツ（フジテレビ、1999年10月 - 2000年3月）

単発・特番
- 真夜中の王国「コレージュ・ダムール〜恋の学校〜」（NHK BS2、1995年）
- SMAP×SMAP特別編「神様ハ見テイタ 木村拓哉・正義の審判」（関西テレビ、1999年3月）
- 江角マキコの恋愛の科学・復活スペシャル 〜A.D.2000 セックス研究報告〜（フジテレビ、2000年1月）
- SMAP×SMAP特別編「稲垣吾郎のボディラビング 〜あるいはインクと肉体の幸せすぎる関係〜」（関西テレビ、2000年3月）
- 鶴瓶の21世紀乗り遅れ防止スペシャル!（フジテレビ、2000年9月）
- 江角マキコの恋愛の科学スペシャル 〜江角博士20世紀最後の研究報告〜（フジテレビ、2000年12月）
- 爆笑問題のアンサーマン（フジテレビ、2000年12月）

#### 2000年代
レギュラー・セミレギュラー番組
- レッツ!「健康!身体のナキドコロ」（日本テレビ、2001年4月 - 2002年3月）
- 行列のできる法律相談所（日本テレビ、2002年4月 - 現在放映中）
- デリバリー・スマップ デリ!スマ（フジテレビ、2002年4月 - 12月）
- スマ夫（フジテレビ、2003年1月 - 12月）
- 納得コマーシャル 日本一短いクイズSHOW シャープに答えて!（シャープ、2003年4月 - 2009年3月）
- ザ!情報ツウ「解決!みんなのはてな」（日本テレビ、2003年10月 - 2004年9月）
- ほんとにあった怖い話（フジテレビ、2004年1月 - 3月）
- モテル・カルフォルニア 1stシーズン「DARTS LOVE LIVE」（GyaO、2006年12月 - 2007年7月）
- モテル・カルフォルニア 2ndシーズン「LET IT RIDE」（GyaO、2007年10月 - 2008年1月）
- 誰も知らない泣ける歌（日本テレビ、2008年10月 - 2009年5月）
- SUPER SURPRISE・月曜日

単発・特番
- 江角マキコの恋愛の科学・復活スペシャル 〜A.D.2000 セックス研究報告〜（フジテレビ、2000年1月）
- SMAP×SMAP特別編「稲垣吾郎のボディラビング 〜あるいはインクと肉体の幸せすぎる関係〜」（関西テレビ、2000年3月）
- 絶対に訴えてやるぞ!!芸能人VS弁護士軍団・大爆笑!法律バトル（日本テレビ、2000年3月 - 2001年11月・全4回）
- 鶴瓶の21世紀乗り遅れ防止スペシャル!（フジテレビ、2000年9月）
- 江角マキコの恋愛の科学スペシャル 〜江角博士20世紀最後の研究報告〜（フジテレビ、2000年12月）
- 爆笑問題のアンサーマン（フジテレビ、2000年12月）
- 人生の修羅場 完全生放送スペシャル! ザ・クライマックス（ABC、2001年4月）
- すめばみやこ（フジテレビ、2001年10月）
- 2001年 言葉の見世物（フジテレビ、2001年12月）
- 爆笑問題のアンサーマン2（フジテレビ、2002年1月）
- ってゆーかニホン語I（フジテレビ、2002年1月）
- 知的探検スペシャル 稲垣吾郎の音楽狂時代（フジテレビ、2002年）
- 学問の秋スペシャル 日本の歴史（フジテレビ、2005年9月）
- ほんとにあった怖い話夏の特別編2007（フジテレビ、2007年8月）
- 芸能人ウワサの美人妻 顔出し解禁100連発スペシャル（日本テレビ、2008年1月）
- ほんとにあった怖い話夏の特別編2008 心とカラダのミステリーツアーSP（フジテレビ、2008年8月）
- ほんとにあった怖い話冬の特別編2009 芸能界緊急除霊スペシャル（フジテレビ、2009年2月）
- ほんとにあった怖い話10周年記念 京都パワースポットツアーSP（フジテレビ、2009年8月）
- 朝までダメテレビ〜コンプレックスに打ち勝って脱ダメ人間!!〜（日本テレビ、2009年9月）

#### 2010年代
レギュラー・セミレギュラー番組
- 芸人報道（日本テレビ、2010年4月 - 2014年3月）

単発・特番
- マンガみたいな本当の話（日本テレビ、2010年4月）
- ほんとにあった怖い話夏の特別編2010 AKB48 まるごと浄霊スペシャル（フジテレビ、2010年8月）
- マンガみたいな本当の話2（日本テレビ、2010年9月）
- ほんとにあった怖い話夏の特別編2011（フジテレビ、2011年9月）

### 番組構成／リサーチ

#### 設立（1993年10月） - 1999年12月
レギュラー・セミレギュラー番組
- 開運!なんでも鑑定団（テレビ東京、1994年4月 - 現在放映中）
- 発掘!あるある大事典（関西テレビ、1996年10月 - 2004年3月）
- 江角マキコの恋愛の科学（フジテレビ、1998年10月 - 1999年3月）

単発・特番

#### 2000年代
レギュラー・セミレギュラー番組
- 解決!クスリになるテレビ（テレビ東京、2001年7月 - 2004年3月）
- 行列のできる法律相談所（日本テレビ、2002年4月 - 現在放映中）
- もしも体感バラエティ if（関西テレビ、2002年10月 - 2004年3月）
- ジョーシキの時間2（日本テレビ、2003年10月 - 2004年3月）
- 謎を解け!まさかのミステリー（日本テレビ、2003年10月 - 2006年3月）
- 夢の扉 〜NEXT DOOR〜（TBS、2004年10月 - 2011年3月）
- 8時です!みんなのモンダイ（TBS、2004年10月 - 2005年3月）
- バース・デイ（TBS、2005年4月 - 現在放映中）
- 所さんの学校では教えてくれないそこんトコロ!（テレビ東京、2005年10月 - 現在放映中）
- SmaSTATION!!（テレビ朝日、2007年1月 - 現在放映中）
- クイズプレゼンバラエティー Qさま!!（テレビ朝日、2006年）
- ザ・ベストハウス123（フジテレビ、2006年11月 - 現在放映中）
- 人生が変わる1分間の深イイ話（日本テレビ、2008年2月 - 現在放映中）
- 社会科ナゾ解明TVひみつのアラシちゃん!（TBS、2008年4月 - 5月）
- ザ・クイズマン!（テレビ朝日、2008年4月 - 9月）
- 賢コツ!!（テレビ朝日、2008年5月 - 2009年9月）
- 地球感動配達人 走れ!ポストマン（MBS、2008年10月 - 2009年9月）
- 大人のソナタ（テレビ朝日、2009年4月 - 9月）
- イチハチ（MBS、2009年10月 - 2011年3月）

単発・特番
- プロ野球戦力外通告・クビを宣告された男達（TBS、2004年12月 - 現在継続中・7回）
- 爆笑問題の比較Qイズ!!（日本テレビ、2005年12月）
- タモリのヒストリーX（フジテレビ、2007年1月 - 2008年1月・全4回）
- わかるテレビ（フジテレビ、2008年1月 - 2010年5月・全7回）
- 爆笑問題のナニゲに凄〜い!超人劇場〜明日からこのヒト人気者SP〜（日本テレビ、2008年1月）
- タモリ'sヒストリーX〜人生を豊かにする日本のストーリー〜（フジテレビ、2008年4月）
- さんまの笑顔映像グランプリ（フジテレビ、2008年12月 - 2009年12月・全2回）
- フルタの方程式（テレビ朝日、2009年1月 - 2010年7月・全18回）
- SMAP☆がんばりますっ!!（テレビ朝日、2009年1月 - 現在継続中・4回）
- Touch! eco 2009 いま、私達にできること。 ズームイン!!SUPER×NEWS ZERO（日本テレビ、2009年6月）

#### 2010年代
レギュラー・セミレギュラー番組
- 爆!爆!爆笑問題（TBS、2010年4月 - 9月）
- 芸人報道（日本テレビ、2010年4月 - 2014年4月）
- なんで推理SHOW ハテナの出口（フジテレビ、2010年4月 - 9月）
- 解禁!(秘)ストーリー 〜知られざる真実〜（TBS、2010年10月 - 2011年3月）
- (株)世界衝撃映像社（フジテレビ、2010年10月 - 2011年3月）
- 奇跡ゲッター ブットバース!!（TBS、2010年11月 - 2011年9月）
- 教科書にのせたい!（TBS、2011年4月 - 現在放映中）
- 白黒ジャッジバラエティ 中居正広の怪しい噂の集まる図書館（テレビ朝日、2011年10月 - 現在放映中）
- 世界は言葉でできている（フジテレビ、2011年10月 - 2012年3月）
- 衝撃速報!アカルイ☆ミライ（MBS、2012年4月 - 2012年9月）

テレビドラマ
- フリーター、家を買う。（フジテレビ、2010年10月期クール）
- 黄金の豚-会計検査庁 特別調査課-（日本テレビ、2010年10月期クール）
- 外交官 黒田康作（フジテレビ、2011年1月期クール）
- それでも、生きてゆく（フジテレビ、2011年7月期クール）

単発・特番
- 世界1のSHOWタイム〜ギャラを決めるのはアナタ〜（2010年2月）
- (株)世界衝撃映像社・パイロット版（フジテレビ、2010年7月）
- くらべる!世界なんでも勢力図（関西テレビ、2010年8月）
- 大追跡!あのニュースの続き（関西テレビ、2010年12月）
- 明石家さんまの爆笑日本列島笑っちゃったニュース2010（フジテレビ、2010年12月）